# Обіймання мрії
«Обіймання мрії» — радянський художній фільм 1986 року, знятий режисером Фірдавсом Зайнутдіновим на кіностудії «Узбекфільм».

## Сюжет
Елементарний сценарний хід перетворює типовий сюжет для індійської мелодрами на натхненну поему про кохання — блискучий зразок сюжетно обґрунтованої колірної драматургії.

## У ролях
- Абдурахмон Ганієв — головна роль
- Пулат Саїдкасимов — Назар-Суфі
- Рано Закірова — головна роль
- Джамшид Закіров — роль другого плану
- Айбарчин Бакірова — роль другого плану
- Джавланбек Гафурбеков — роль другого плану
- Ділором Камбарова — роль другого плану

## Знімальна група
- Режисер — Фірдавс Зайнутдінов
- Сценаристи — Фірдавс Зайнутдінов, Віктор Жданов
- Оператори — Хамідулла Хасанов, Умід Артиков
- Композитор — Фаррух Закіров
- Художник — Умірзак Шманов